# 毛叶猪腰豆
毛叶猪腰豆（学名：Whitfordiodendron filipes var. tomentosum）为豆科猪腰豆属下的一个变种。

## 扩展阅读
- 維基物種上的相關：毛叶猪腰豆